# 虎牢之戰
虎牢之戰，又名洛陽－虎牢之戰，發生於虎牢（今河南滎陽西北汜水鎮）一帶，是唐朝統一戰爭中最關鍵的一戰，秦王李世民的率領的唐軍於該戰役中一舉擊敗洛陽王世充、河北竇建德兩大勢力，奠定唐朝基本版圖。

## 圍困洛陽
隋朝末年，烽煙四起，群雄爭霸，唐高祖李淵攻克長安稱「唐」，王世充據洛陽稱「鄭」，秦王李世民決心出兵東征。
武德三年（620年）七月，高祖下詔秦王征王世充，王聞唐軍來襲，命魏王王弘烈守襄陽（今湖北襄阳市）、荊王王行本守虎牢、宋王王泰鎮守懷州（今河南沁陽）、齊王王世惲負責洛陽南城、楚王王世偉守洛陽寶城、太子王玄應守洛陽東城、漢王王玄恕守含嘉（洛陽城北）、魯王王道徇守曜儀（洛陽宮城北），王世充親自率軍作戰。李世民征慈澗（今河南新安縣東三十里），王世充退守洛陽，唐軍蠶食洛陽附近的城鎮，切斷鄭軍的糧線，駐軍於洛陽北邙，進逼洛陽。
唐軍勢大，河南五十餘州相繼歸降，王世充遣人向夏王竇建德求救，中書侍郎劉彬勸建德出兵，建德意識到鄭一旦被破，夏也難保，答應出兵，遣使與王世充修好。

## 交戰虎牢
武德四年（621年）三月，唐軍包圍洛陽，挖溝築壘困守，洛陽城內民生慘重。竇建德率10餘萬大軍西進，相繼攻下周橋（今山東曹縣附近）、管州（今河南鄭州）、滎陽（今河南滎陽西南）、陽翟（今河南禹縣）等縣。李世民立即令李元吉、屈突通等将继续围攻洛阳，自己則率步骑三千五百人至虎牢，按兵不動，兩軍相持月餘。此時夏軍不耐久候，人心思歸，國子祭酒凌敬勸諫竇建德改變作戰計劃：「率主力渡黃河，攻取懷州、河陽，再翻越太行山，入上黨，攻佔汾陽、太原，下蒲津（今山西永濟西）。如此有三利：一則入無人之境，取勝萬無一失；二則開拓領土徵召兵士，軍勢更加強盛；三則關中震駭，鄭國之圍自解。為今之策，無以易此。」但因諸將反對，建德無法接受，凌敬及曹皇后據理力爭不果。
五月，唐軍得知窦建德待唐軍糧草用盡，牧馬於黄河北岸時襲擊虎牢，於是唐軍北渡黄河，抵达广武（今山西境内）南境，留下千餘匹马放牧于河边，引诱窦建德，晚上再率军返回虎牢，窦建德果然中计，全軍自板渚（今滎陽北黃河南岸）西出，正面宽达20里，擂鼓挑战。世民按兵不動，僅以少兵糾纏，时至中午，窦建德军士卒饥疲思归，皆坐列，又争抢水喝，秩序大乱。唐军待其疲惫予以反击，以三千鐵騎直衝敵營，窦建德正和群臣议事，阵势大乱，唐军追击30里，窦建德受伤被俘，一舉擊敗竇建德，唐軍斬殺夏軍三千多人，俘虜五萬餘人放回。唐軍主力再回師洛陽城，並且押竇建德至洛陽城下與王世充對話，王世充見竇軍被殲，獻城投降。

## 後續發展
夏軍敗後，左僕射齊善行與建德之妻曹氏領百騎逃回洺州（今河北邯鄲），竇建德餘下部眾打算擁立竇建德養子為王，齊善行排眾議，最後帶領百官以及傳國八璽向唐朝投降。
七月，竇建德被送至長安處斬。高祖歷數王世充的罪狀，王答：「我的罪固然該殺，但秦王曾答應我不死」，高祖赦免，並且貶為庶人流放巴蜀。沒幾日，王世充仇家獨孤機的兒子獨孤修德，趁著防守不備殺掉了王世充及其兄長，高祖僅罷免了獨孤修德的官位，後來其他王氏親族也以謀反罪被處死。
竇建德被殺害後，昔日部下將士憤慨，推劉黑闥為王，半年內收復竇建德的舊地。武德六年（623年），劉黑闥被李建成平定。

## 影響
虎牢一戰，徹底扭轉中原的情勢，李世民一舉平定竇建德、王世充兩大集團，統一中國北方，奠定唐朝版圖基礎，軍功顯赫，高祖特設天策上將册封李世民，也間接導致日後的玄武門之變。

## 後世創作
- 黃易所著武俠小說《大唐雙龍傳》對此戰有大篇幅的改編描寫。